# Milhosť
Milhosť é um município da Eslováquia, situado no distrito de Košice-okolie, na região de Košice. Tem 7,84 km² de área e sua população em 2018 foi estimada em 405 habitantes.

## Demografia
| Ano:        | 1994 | 2004   | 2014   | 2024   |
| ----------- | ---- | ------ | ------ | ------ |
| Broj ljudi: | 355  | 373    | 389    | 402    |
| Razlika:    |      | +5,07% | +4,28% | +3,34% |

| Ano:               | 2023 | 2024   |
| ------------------ | ---- | ------ |
| Número de pessoas: | 387  | 402    |
| Diferença:         |      | +3,87% |